# Canzone libera
La canzone libera è una forma metrica italiana che è caratterizzata da stanze ineguali (nel numero e nella disposizione dei versi) e da una varia combinazione di endecasillabi e settenari. Le rime sono libere, ossia non vi è uno schema fisso.
Una prima attestazione di questa forma metrica la si trova in Alessandro Guidi, ma è stata ampiamente impiegata da Giacomo Leopardi che ne ha dato gli esempi più importanti.

## Alessandro Guidi
Alessandro Guidi è considerato l'ideatore di questa forma metrica : le sue canzoni sono anche dette a selva. Di seguito si riportano tre stanze della canzone Agli Arcadi di Roma (rispettivamente i vv. 27-56):
Ove stridean le ruote

Delle spoglie dell'Asia onuste e gravi;

E là pender soleano insegne e rostri

Di bellicose trionfate Navi.

Quegli è il Tarpeo superbo,

Che tanti in seno accolse

Cinti di fama Cavalieri egregi,

Per cui tanto sovente

Incatenati i Regi

De' Parti, e dell'Egitto

Udiro il tuono del Romano editto.

Mirate là la formidabil ombra

Dell'eccelsa di Tito immensa mole,

Quant'aria ancor di sue ruine ingombra!

Quando apparir' le sue mirabil' mura,

Quasi l'età feroci

Si sgomentaro di recarle offesa,

E guidaro da i Barbari remoti

L'ira e il ferro de' Goti

Alla fatale impresa;

Ed or vedete i gloriosi avanzi

Come, sdegnosi dell'ingiurie antiche,

Stan minacciando le stagion' nemiche.

Quel, che v'addito, è di Quirino il Colle,

Ove sedean pensosi i Duci alteri,

E dentro a i lor pensieri

Fabbricavano i freni,

Ed i servili affanni

A i duri Daci, a i tumidi Britanni.»
Dai versi citati si può vedere che le stanze differiscono in quanto a numero di versi (le prime due hanno 12 versi, la terza 6), nella disposizione dei versi (ad esempio nella prima stanza citata i primi tre versi sono un endecasillabo, un settenario e un endecasillabo; nella seconda stanza i primi tre versi sono endecasillabi; nella terza si hanno due endecasillabi e un settenario), nelle rime.

## Giacomo Leopardi
La canzone libera leopardiana, detta anche canzone leopardiana, è un tipo di canzone portata a fama imperitura da Leopardi.
Leopardi inizia ad avvicinarsi alla canzone libera in All'Italia e Sopra il monumento di Dante in cui alterna schemi differenti: uno schema viene utilizzato per le stanze dispari e uno per le pari con un uguale numero di versi.
Nel Bruto minore (1824) aumentano le rime irrelate fino all'Ultimo canto di Saffo (1822) dove le stanze sono composte da diciotto versi e presentano sedici endecasillabi irrelati e una combinatio di settenario più endecasillabo a rima baciata.
Il punto d'arrivo della canzone leopardiana sarà A Silvia (1828) dove solamente l'ultimo verso settenario di ogni stanza è legato a un verso interno che ha posizione variabile. In generale i Canti pisano-recanatesi, o Grandi Idilli, scritti tra il 1828 e il 1830, rappresentano l'apice della canzone libera.

## Vincenzo Monti
Una ripresa della canzone libera si ha nella canzone monostrofica Pel giorno onomastico della mia donna Teresa Pikler, costituita da endecasillabi e settenari liberamente disposti e rimati:
perché muta in pensoso atto mi guati 

e di segrete stille 

rugiadose si fan le tue pupille? 

Di quel silenzio, di quel pianto intendo, 

o mia diletta, la cagion. L'eccesso

dei miei mali ti toglie

la favella, e discioglie

in lagrime furtive il tuo dolore. 

Ma datti pace, e il core

ad un pensier solleva

di me più degno e della forte insieme

anima tua. La stella

del viver mio s'appressa

al suo tramonto: ma sperar ti giovi, 

che tutto io non morrò: pensa che un nome

non oscuro io ti lascio, e tal che un giorno

fra le italiche donne

ti fia bel vanto il dire: Io fui l'amore

del cantor di Bassville, 

del cantor che di care itale note

vestì l'ira d'Achille, 

Soave rimembranza ancor ti fia, 

che ogni spirto gentile

ai miei casi compianse (e fra l'Insùbri 

quale è lo spirto che gentil non sia?). 

Ma con ciò tutto nella mente poni, 

che cerca un lungo sofferir chi cerca

lungo corso di vita. Oh mia Teresa, 

e tu del pari sventurata e cara

mia figlia! Oh voi, che sole d'alcun dolce

temprate il molto amaro

di mia trista esistenza, egli andrà poco

che nell'eterno sonno, lagrimando, 

gli occhi miei chiuderete! Ma sia breve

per mia cagione il lagrimar: ché nulla, 

fuor che il vostro dolor, fia che mi gravi

nel partirmi da questo, 

troppo ai buoni funesto, 

mortal soggiorno, in cui

così corte le gioie e così lunghe

vivon le pene: ove per dura prova

già non è bello il rimaner, ma bello

l`uscirne e far presto tragitto a quello

dei ben vissuti a cui sospiro. E quivi

di te memore, e fatto

cigno immortal (ché dei poeti in cielo

l'arte è pregio e non colpa) il tuo fedele, 

adorata mia donna, 

t'aspetterà cantando, 

finché tu giunga, le tue lodi; e molto

de' tuoi cari costumi

parlerò co' Celesti, e dirò quanta

fu verso il miserando tuo consorte

la tua pietade; e l'anime beate, 

di tua virtude innamorate, a Dio

pregheranno che lieti e ognor sereni

sieno i tuoi giorni, e quelli

dei dolci amici che ne fan corona: 

principalmente i tuoi, mio generoso

ospite amato, che verace fede

ne fai del detto antico, 

che ritrova un tesoro

chi ritrova un amico.»
Per Gianfranco Contini questo metro Monti lo derivava da Leopardi: «Non sembra che al suo libero componimento il Monti abbia potuto trovare altro precedente serio (tolte dunque le canzoni del secentista Guidi) che il canto leopardiano, pure più astretto a norme interne, Alla sua donna, uscito nell'edizione del 1824».